# راسيل أورتيز
راسيل أورتيز (بالإنجليزية: Russ Ortiz)‏ هو لاعب كرة قاعدة أمريكي، ولد في 5 يونيو 1974 في إنسينو ‏ في الولايات المتحدة.

## وصلات خارجية
- راسيل أورتيز على موقع دوري كرة القاعدة الرئيسي (الإنجليزية)
- راسيل أورتيز على موقعبيزبول رفرنس.كوم (الدوري الرئيسي) (الإنجليزية)
- راسيل أورتيز على موقعبيزبول رفرنس.كوم (الدوري الثانوي) (الإنجليزية)
- راسيل أورتيز على موقع إي إس بي إن.كوم (أم.أل.بي) (الإنجليزية)
- راسيل أورتيز على موقع مشجعي الرسوم البيانية (الإنجليزية)